# スーパーマリン (船舶)

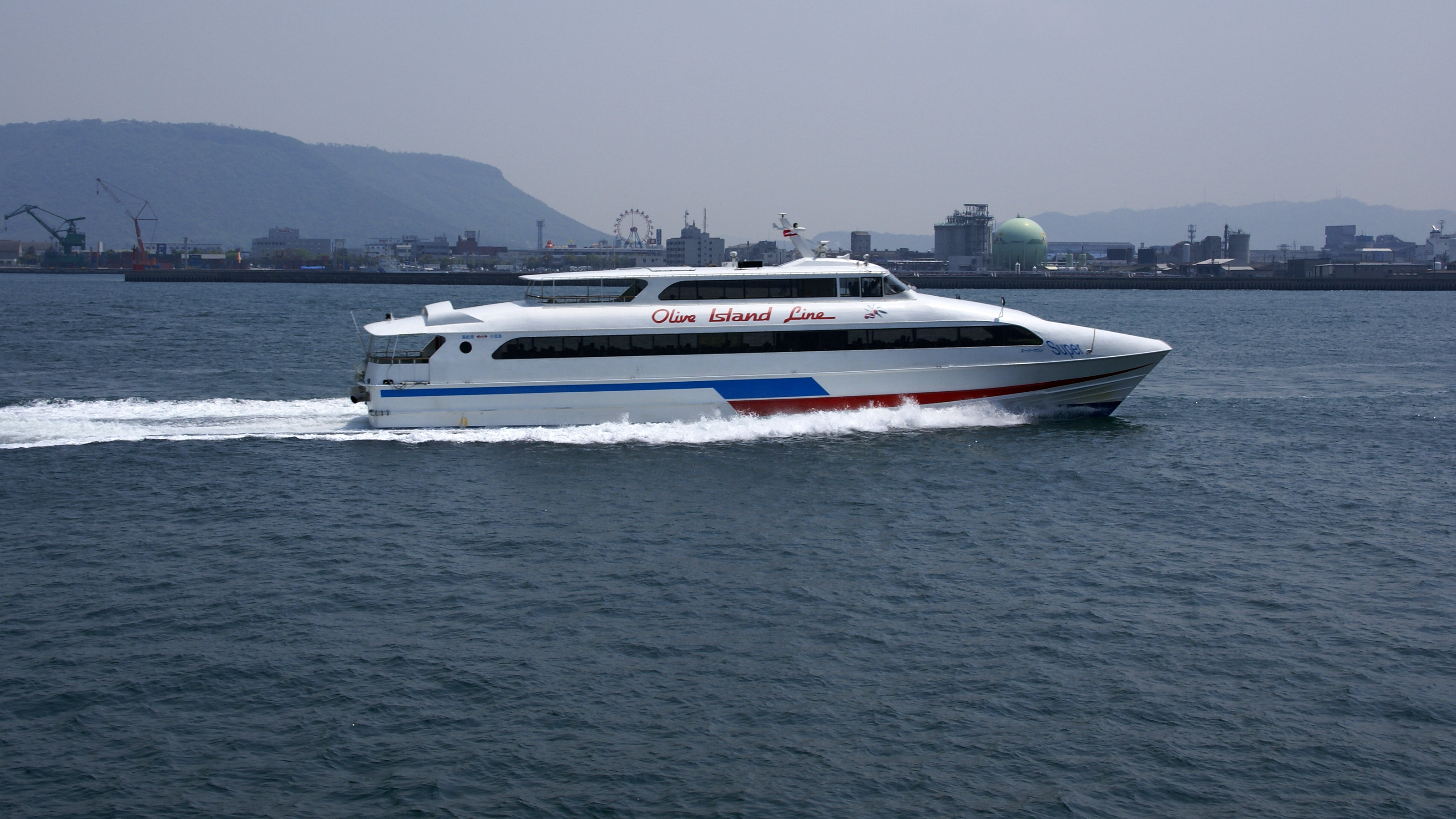
スーパーマリン（二代目） 高松港内にて

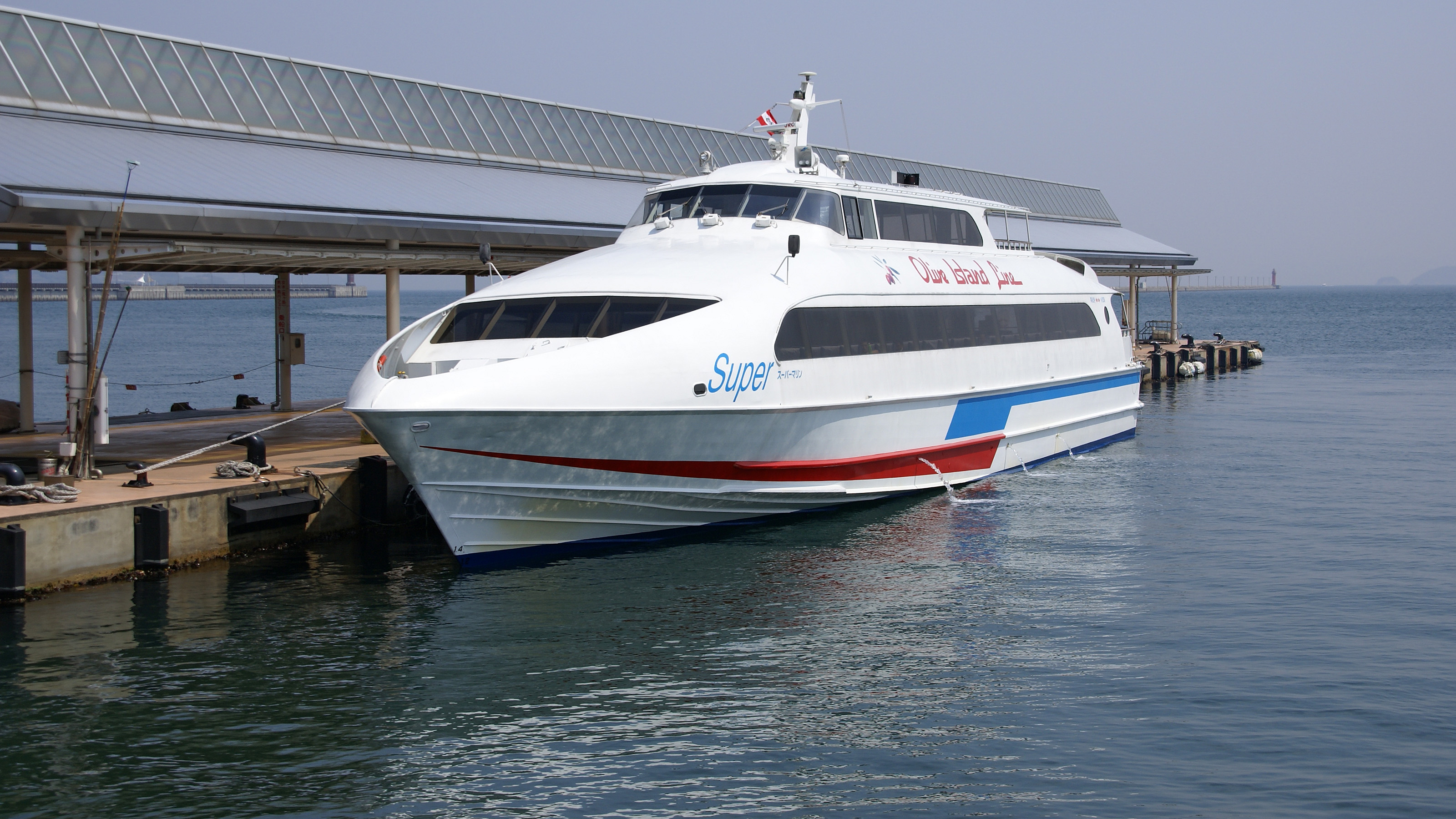
接岸中のスーパーマリン（二代目）- 高松港

スーパーマリンは四国フェリーグループの小豆島フェリーが運航する（船主は四国フェリー）高速船。現在は行われていないが「特急スーパーマリン」と案内されていた時代もあった。

## 概要
現在就航しているのは四代目で2017年10月2日に就航した。従来のスーパーマリンより小型化され燃費性能が向上した。香川県高松市の高松港と小豆島の土庄港間を約35分で航行する。

### 過去の在籍船
- スーパーマリン（三代目） - 総トン数95 主機関馬力2420×2、航海速力27ノット、旅客定員140、瀬戸内クラフト建造、竣工2011年9月29日、就航同10月5日。終航2017年10月1日。機関故障が多く船齢僅か6年で異例の引退となった。
- スーパーマリン（二代目） - 総トン数160、主機関馬力1,973×2、航海速力30ノット、旅客定員152、三保造船所（大阪）建造、就航1996年
- スーパーマリン1 - 総トン数171トン、積載重量19.94トン、全長36.01m、型幅6.70m、満載吃水1.024m、主機関 MTU 16V 396 TB 83型ディーゼル機関2基、出力（連続最大）1970馬力×2、速力（満載航海）30ノット、旅客148名[4]。讃岐造船鉄工所で建造[4]。2000年2月15日起工、6月20日進水、7月31日竣工[4]。就航2000年8月 2010年2月下旬売却。
- スーパーマリン2 - 総トン数181、主機関馬力1,971×2、航海速力29.65ノット、旅客定員188、瀬戸内クラフト建造、就航2003年1月 売却済み
- ひかり - 総トン数38、主機関馬力625×2、航海速力25ノット、旅客定員98、就航1994年9月、2008年12月16日当航路就航、2015年10月4日 新オリーブマリン就航により予備船となる。2016年1月1日：小豆島豊島フェリーに移籍、宇野港 - 豊島（家浦港） - 豊島（唐櫃港） - 小豆島（土庄港）航路に就航。

三代目、四代目スーパーマリン以外は1階はリクライニングシートの普通席で、2階はテーブルとソファータイプのイスがあるサロンになっている。但し、スーパーマリン2の一階席のシートにリクライニング機構はない。また2004年には上皇と上皇后が小豆島に来訪した際には、スーパーマリンを貸し切り高松へ向かわれた。

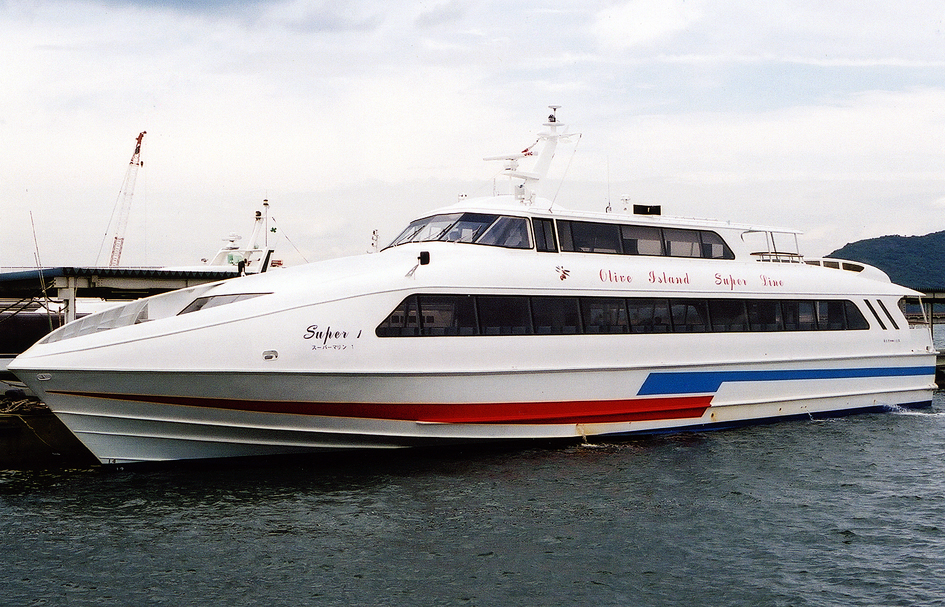
スーパーマリン1（高松港にて 2000年）
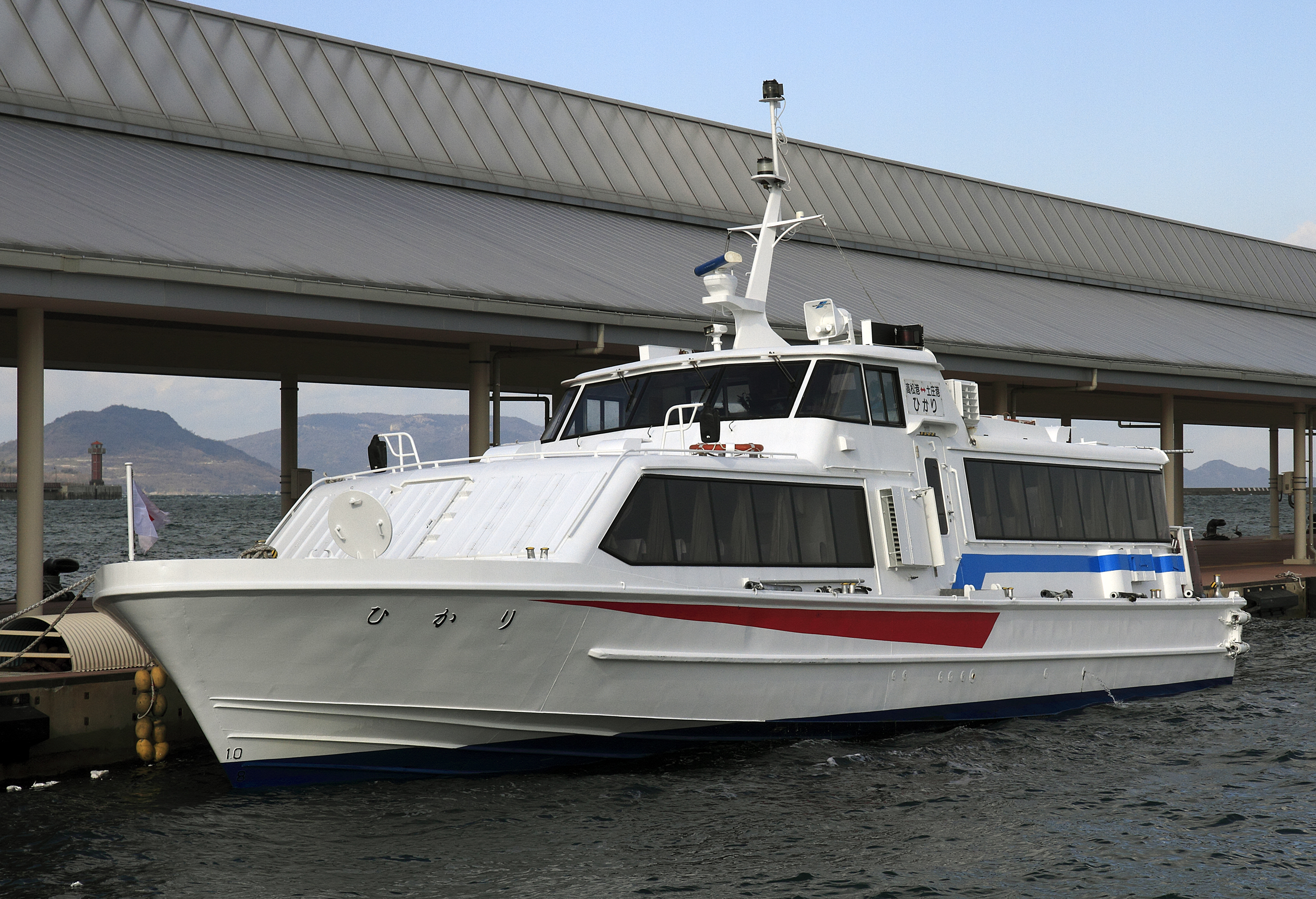
ひかり（2008年就航、高松港にて 2012年）
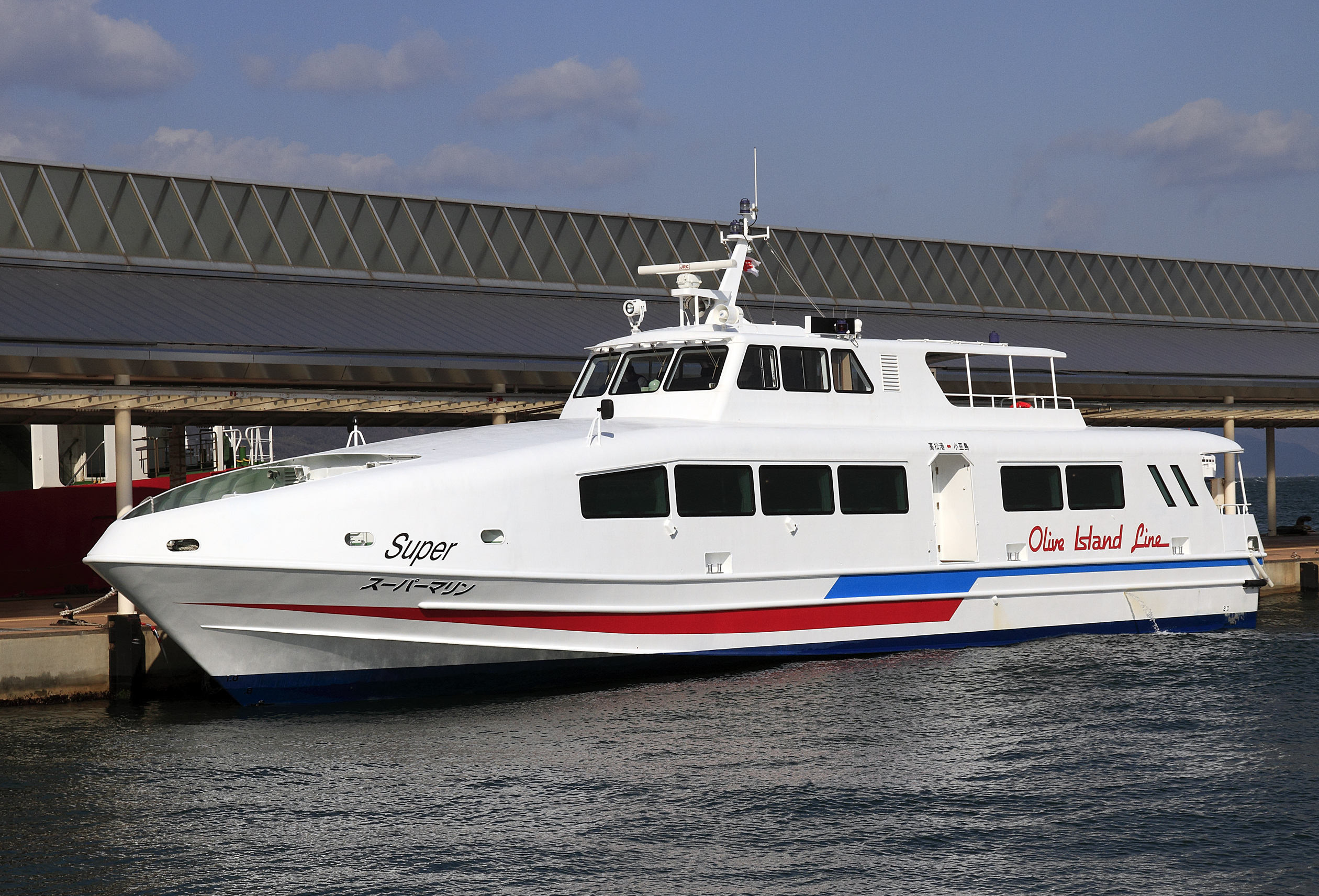
スーパーマリン（三代目）（2011年就航、高松港にて 2012年）
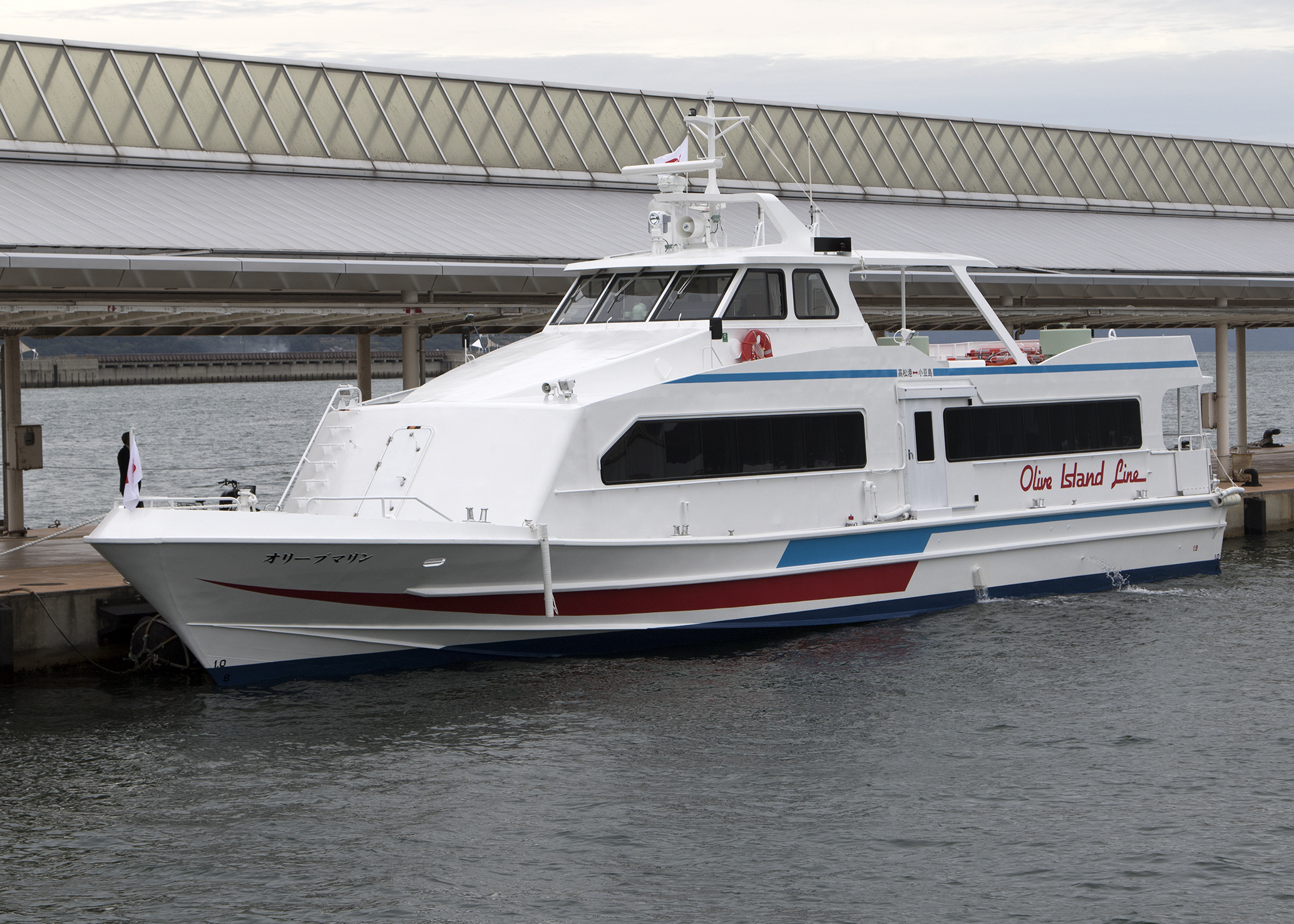
オリーブマリン（高松港にて 2015年）

## 乗船場所
- 高松港：JR高松駅 徒歩10分
- 土庄港高速船乗り場：土庄港フェリーターミナル 徒歩2分（平和の群像前）